# 鈴木一史
鈴木一史（すずき かずひと、1978年6月20日 - ）は日本の男性総合格闘家。北海道釧路市出身。リバーサルジム新宿ＭeWe所属。

## 来歴
1978年6月20日、北海道釧路市に生まれる。中学生時代に全国中学校アイスホッケー大会で優勝。16歳のときにはカヌーのダガーカップ幾春別川大会で優勝を果たす。
2000年、22歳のとき格闘技に取り組むために上京。高田道場に入門しレスリングを習う。その後、GRABAKAで柔術を学ぶ。
2006年、全日本チーム柔術ジャンボリーで優勝。
2008年、IBJJFアジア柔術選手権大会で3位入賞。
GRABAKAから独立した山崎剛がリバーサルジム新宿MeWeを開設したタイミングで試合に誘われるようになり、36歳でプロ格闘家に転向。2015年5月31日、「DEEP TOKYO IMPACT wave8 ルーキーズ」での渡辺和幸との対戦でプロデビューを果たす。
2019年7月14日、「WARDOG CAGE FIGHT.22」で玉木壽成に判定勝利を収め、ライト級王座を獲得した。

## 人物
- 選手活動と並行してロータス世田谷でキッズレスリングの指導にあたる。また柔術連盟の審判員資格を取得し、審判員としても活動。東京都杉並区のレスリング協会副会長も務める[1][2]。

## 戦績

### プロ総合格闘技
| 総合格闘技 戦績 | 総合格闘技 戦績 | 総合格闘技 戦績 | 総合格闘技 戦績 | 総合格闘技 戦績 | 総合格闘技 戦績 | 総合格闘技 戦績 |
| --------------- | --------------- | --------------- | --------------- | --------------- | --------------- | --------------- |
| 14 試合         | (T)KO           | 一本            | 判定            | その他          | 引き分け        | 無効試合        |
| 11 勝           | 0               | 2               | 8               | 1               | 0               | 0               |
| 3 敗            | 0               | 0               | 2               | 0               | 0               | 0               |

| 勝敗 | 対戦相手       | 試合結果                   | 大会名                                             | 開催年月日     |
| ○    | 八木敬志       | 反則失格で防衛             | WARDOG CAGE FIGHT 40                               | 2022年10月23日 |
| ×    | 近藤有己       | 判定（0-3）                | PANCRASE 327                                       | 2022年4月29日  |
| ×    | 石田拓穂       | 判定（0-3）                | BODYMAKERpresents GLADIATOR 013 in OSAKA           | 2021年2月7日   |
| ○    | 岸本篤志       | 1R 3:31 腕十字固め         | Grachan45                                          | 2020年9月20日  |
| ○    | 竹内幸司       | 判定（3-0）                | GRACHAN41.5× D-SPIRAL23                            | 2019年12月8日  |
| ○    | 玉木嘉成       | 判定（3-0）                | WARDOG CAGE FIGHT.22                               | 2019年7月14日  |
| ○    | 徳野“一心”一馬 | 判定（3-0）                | WARDOG CAGE FIGHT 20 ×GRACHAN 38                   | 2019年1月27日  |
| ○    | 中西聡         | 判定（3-0）                | GRACHAN37×GLADIATOR 008                            | 2018年12月2日  |
| ○    | 石浦良平       | 判定（2-1）                | GRANDSLAM7 – WAY OF THE CAGE -                     | 2018年3月25日  |
| ○    | 井沢朋紀       | 1R 1:32 チョークスリーパー | GRACHAN34×BRAVE FIGHT16                            | 2018年2月25日  |
| ○    | モリシマン     | 判定（3-0）                | GRANDSLAM6 – WAY OF THE CAGE -／GRANDSLAM SURVIVOR | 2017年10月29日 |
| ×    | 久保昌弘       | 判定（0-2）                | GRACHAN30.5×D-SPIRAL19                             | 2017年8月27日  |
| ○    | 三縄良太       | 判定（2-0）                | DEEP八王子超人祭り！2016                           | 2016年4月3日   |
| ○    | 渡辺和幸       | 判定（2-0）                | DEEP TOKYO IMPACT wave8 ルーキーズ                 | 2015年5月31日  |

### アマチュア総合格闘技
| 勝敗 | 対戦相手 | 試合結果    | 大会名                                      | 開催年月日   |
| ○    | 小島啓佑 | 1R 0:53 TKO | GRANDSLAM 2 -Way of the CAGE－／GRAND ROYAL | 2015年2月8日 |

## 獲得タイトル
- 第3代Wardogライト級王座（2019年）